# Між Гітлером і Сталіном — Україна в II Світовій війні
«Між Гі́тлером і Ста́ліном — Україна в II Світовій війні» — український документальний фільм, присвячений пам'яті всіх, хто боровся за свободу України, а особливо: пам'яті десяти мільйонів українців, які загинули на війні, пам'яті незчисленних мільйонів жертв комуністичних репресій і двох із половиною мільйонів українців-остарбайтерів.  Цей фільм — знак пошани всім хто пережив нацистське і більшовицьке поневолення України в двадцятому столітті.

## Деталі сюжету
«Між Гітлером і Сталіном: Україна в Другій світовій війні, незвідані сторінки історії» (англ. «Between Hitler and Stalin: Ukraine in World War II - The Untold Story»)— документальний фільм знятий на замовлення Українсько-канадського дослідчо-документаційного центру американським режисером українського походження Святославом Новицьким.
Стрічка спирається на нові архівні матеріали, секретні документи, досі непоказні зйомки та свідчення очевидців. Створенню фільму передувала кількамісячна робота в архівах України, зокрема, з фото- та відеоматеріалами. Аналізують події та коментують роль України у Другій світовій війні у стрічці провідні західні науковці — Збіґнєв Бжезінський, Норман Дейвіс, Роберт Конквест та Джон Армстронг.
Джек Пеленс, видатний голлівудський актор українського походження, лауреат премії «Оскар», начитував текст англомовної версії фільму.
Прем'єра оригінальної, англомовної, версії фільму «Між Гітлером та Сталіном: Україна у Другій світовій війні» відбулася у вересні 2003 року в Торонто. Стрічка була відзначена на Конкурсі Фільмів та Відео (Нью-Йорк, США) та демонструвалася на 4-ому Міжнародному фестивалі документальних фільмів в Стокгольмі (Швеція).
18 квітня 2005 року в Червоному залі Будинку Кіно відбулося представлення україномовної версії документального фільму «Між Гітлером та Сталіним: Україна у Другій світовій війні», організоване Київською міською організацією «Меморіал» імені Василя Стуса та Національною Спілкою кінематографістів України.
У презентації фільму в Києві взяли участь посол Канади в Україні Ендрю Робінсон, депутат Верховної Ради, голова комітету з питань духовного відродження Лесь Танюк, директор Національної телерадіокомпанії України Тарас Стецьків, голова Організації українських націоналістів Микола Плав'юк, останній командир УПА Василь Кук, голова Київської міської організації «Меморіал» ім. Василя Стуса Роман Круцик, професор Володимир Сергійчук.
3-го травня відбувся прем'єрний показ стрічки на УТ-1. 9-го червня фільм транслювався на «5-му каналі».

## Відео
- Між Гітлером і Сталіним: Україна у Другій світовій війні / Документальний фільм // 2003 / Відео